# Sloley
Sloley – wieś w Anglii, w hrabstwie Norfolk, w dystrykcie North Norfolk. Leży 18 km na północny wschód od Norwich i 175 km na północny wschód od Londynu. W 2001 miejscowość liczyła 255 mieszkańców.